# Alfonso Moreno Mora
Alfonso Moreno Mora (Cuenca, 21 de abril de 1890 - Cuenca, 1 de abril de 1940) fue un poeta modernista ecuatoriano. Destacó junto a José María Egas como uno de los dos poetas modernistas que no formaron parte de la "Generación Decapitada".

## Síntesis biográfica

### Primeros años
Nacido el 21 de abril de 1890 en Cuenca, Ecuador, hijo del Sr. Domingo Moreno Ordóñez y de la Sra. Bárbara Mora López. . Creció en una familia unida que valoraba la cultura y la tradición, siendo el cuarto de diez hermanos. Su madre, educada y perspicaz, le enseñó a leer y escribir. La infancia de Moreno Mora estuvo llena de historias, folclore y la belleza de la naturaleza, elementos que más tarde influyeron profundamente en su poesía. Asistió a la Escuela de los Hermanos Cristianos y luego al Colegio Benigno Malo, sobresaliendo académicamente y completando su educación secundaria en 1909. Después completó una licenciatura en Química y Farmacia en la Universidad de Cuenca, pero siguió profundamente comprometido con la literatura. Su infancia en Cuenca y Tarqui inspiró la nostalgia y el romanticismo centrales en su poesía. En 1917, obtuvo reconocimiento local con Jardines de invierno, un poema dedicado a Honorato Vázquez Ochoa, marcando su surgimiento como poeta modernista.

### Trayectoria
Sobresalió como una figura del modernismo y perteneció a la que el escritor Raúl Andrade bautizó como la ”Generación Decapitada”. Cofundó la revista Páginas Literarias con su primo Miguel Moreno Serrano en 1918, convirtiéndose en su editor en jefe. Publicó poemas en esta revista bajo los seudónimos de Enrique de Rafael y Raedel. También promovió la obra de poetas modernistas como el argentino Leopoldo Lugones y el nicaragüense Rubén Darío. En 1919, estableció la "Fiesta de la Lira", un festival de poesía que se convirtió en un hito cultural en Cuenca y que más tarde inspiró el "Festival de la Lira" en 2007. Moreno Mora también influyó en la escena literaria a través de su enseñanza en el Colegio Benigno Malo y sus columnas en Diario del Sur, La Nación y El Mercurio. Su obra apareció en publicaciones de toda América Latina, consolidando su reputación como una voz importante en el modernismo ecuatoriano.
Sus poemas que incluyen los títulos "Visión lírica", "Epístola a Luis Felipe de la Rosa" y "Elegías", fueron incluidos en revistas como Austral, Azul, Proteo y América Latina. También colaboró en los diarios Diario del Sur, La Nación y El Mercurio.
Fue la máxima expresión de la poesía delicada y sensitiva, y quiso en este Siglo Maquinaria y de inventos cantar desde la torre de su soledad, a la belleza, el arte, la espiritualidad, la gran naturaleza, mientras afuera y muy abajo, la materialización crecía, la agigantaban, imperaban. Tuvo el poeta noches alucinadas: su bohemia, su melancolía, el desencanto. Y con estos dones del espíritu todas las canciones al amor, al recuerdo y a la muerte. Y claro el pronto desobligo por la vida, como todos los simbolistas... Por eso estuvo en la que se llamó «Generación Decapitada», con un mensaje semejante al de los poetas Borja, Noboa Caamaño, Silva y Fierro: el mensaje del tedio, el pesimismo, la vida. Entre sus obras más notables se destacan: «Epístola a Luis Felipe de la Rosa», su «Autobiografía», sus «Jardines de Invierno», los tercetos de su «Visión Lírica», sus «Elegías».

### Vida personal y últimos años
Contrajo matrimonio con Lola Heredia Crespo, con quien venía manteniendo un noviazgo de dos años. Tuvieron larga familia compuesta de siete hijos y alquilaban una casa en la Bolívar y Mariano Cueva.
Muere a los cincuenta años de edad, el «Caballero del Verso y de la Melancolía» en su ciudad natal, el 1 de abril de 1940. Once años después, su hermano y también poeta Manuel Moreno Mora publicó "Alfonso Moreno Mora. Poesía", una recopilación de su obra literaria. La conexión de Moreno Mora con la Generación Decapitada se examina en profundidad en la obra Alfonso Moreno y la generación decapitada, una selección y estudio de Agustín Cueva Tamariz y Eugenio Moreno Heredia. Su obra exploró temas de soledad, nostalgia y una profunda conexión con la naturaleza con una sensibilidad única. Hoy en día, su influencia perdura, especialmente en Cuenca, donde los festivales y las discusiones literarias continúan celebrando sus contribuciones a la poesía ecuatoriana.

## Obra
- Epístola a Luis Felipe de la Rosa
- Autobiografía
- Jardines de Invierno
- Visión Lírica
- Elegías